# Josefov (Prague)
Pour les articles homonymes, voir Josefov.

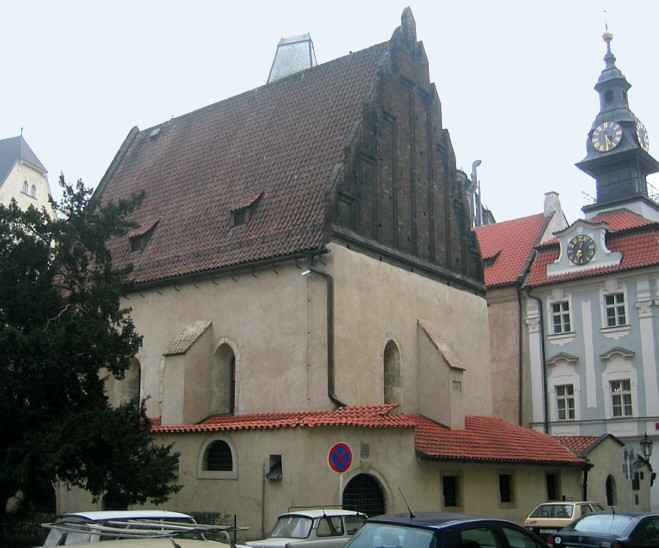
La synagogue Vieille-Nouvelle au centre de Josefov. À droite l'ancien hôtel de ville avec son horloge hébraïque.

Le quartier de Josefov (en allemand : Josephstadt) fait partie de la Vieille Ville de Prague en République tchèque ; il constituait le ghetto juif de la ville.
Ce quartier est souvent représenté par le drapeau des Juifs de Prague, une étoile de David jaune sur fond rouge.

## Histoire
Il est généralement admis que les Juifs ont commencé à s'installer à Prague au cours du Xe siècle. Le premier document écrit relatant l'existence de Prague est un récit d'un marchand juif de Tolède datant de cette époque. Le premier pogrom connu y fut celui de 1096 à l'occasion de la première croisade, puis les Juifs se concentrent dans un quartier muré.
En 1292, le roi Ottokar II de Bohême publie les Statuta Judaeorum qui donna un statut d'autonomie administrative à la communauté juive. En 1389, plus de 3 000 Juifs sont massacrés pendant la Pâque lors de l'un des plus sanglants pogroms contre cette communauté.

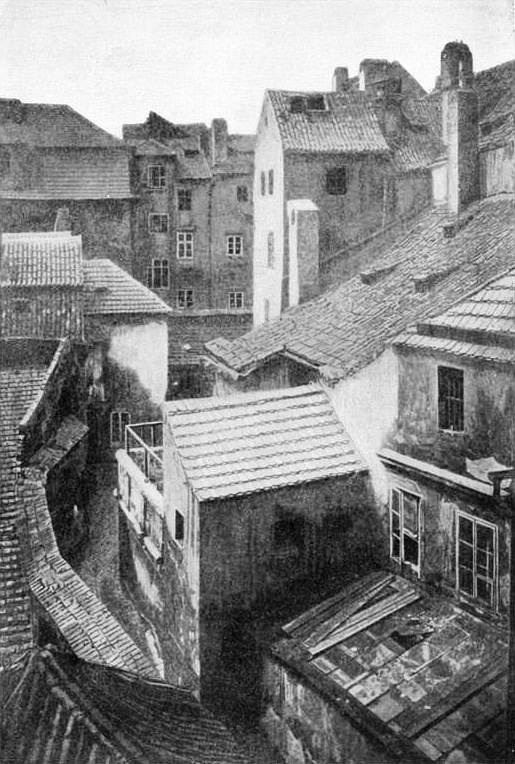
Vue de Josefov avant la refonte haussmannienne du quartier à la fin du XIXe siècle.

Le ghetto connait une grande prospérité vers la fin du XVIe siècle. Cela coïncide avec la vie de Mordecai Maisel, maire du quartier juif devenu ministre des Finances et qui avait fait fortune. Sa générosité aide au développement du quartier juif et on lui doit, entre autres, la synagogue Maisel qui porte son nom. C'est à cette époque que le rabbin Juda Loew ben Bezalel est associé au mythe du Golem.
En 1850, le quartier est renommé Josefstadt, selon le nom de l'empereur Joseph II, qui émancipe les Juifs en publiant un édit de tolérance en 1781.

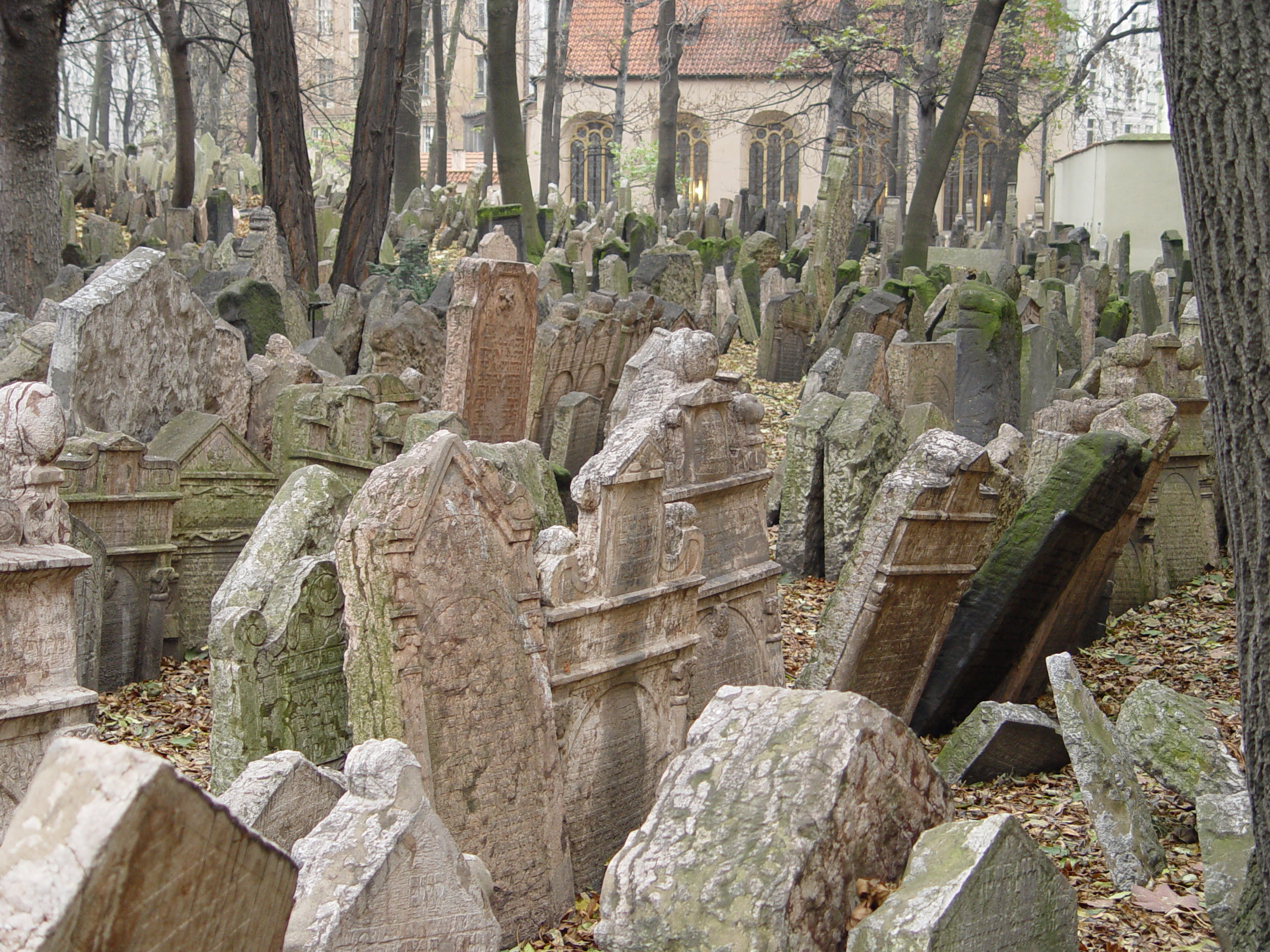
Vieux cimetière juif de Prague.

Une grande partie du quartier est démolie entre 1893 et 1913, suivant une initiative qui voulait s'inspirer du modèle parisien du baron Haussmann pour remodeler et assainir la ville. De ce fait, le quartier est coupé en deux par une longue artère rectiligne, Pařížská (avenue de Paris), qui part de la Place de la Vieille-Ville en direction du nord vers la Vltava. Il ne resta à l'issue de ces travaux que six synagogues, le vieux cimetière et la mairie de la ville juive construite en 1568 mais dont les façades rococo et l'horloge hébraïque furent ajoutées en 1764.
Sous le Troisième Reich, les Nazis souhaitent faire de Josefov un musée exotique d'une race éteinte. Ils rapportèrent d'ailleurs des objets issus du pillage des synagogues de toute l'Europe centrale afin qu'ils soient exposés ici. Certains de ces objets en déshérence forment la base des collections du Musée juif de Prague.
Josefov possède aujourd'hui des bâtiments modernes et certains regrettent de ne pas pouvoir se faire une idée exacte de ce à quoi le quartier pouvait ressembler à l'époque où y vivaient plus de 18 000 habitants.

## Dans la littérature
La vieille ville juive de Prague apparait dans de nombreuses œuvres littéraires, parmi lesquelles Le Golem et les Histoires fantastiques pragoises de Gustav Meyrink ou La Nuit sous le pont de pierre, de Leo Perutz.

## Lieux et monuments
Le quartier de Josefov abrite de nombreux lieux et monuments parmi lesquels le Musée juif de Prague, de nombreuses synagogues dont la synagogue espagnole, la synagogue Klaus, la synagogue Maisel, la synagogue Pinkas ou la synagogue vieille-nouvelle, le cimetière juif de Prague ou encore l'église du Saint-Esprit et l'ancienne salle de cérémonie de Prague.